# Christl Cranz
Christel Franziska Antonia „Christl” Cranz-Borchers (ur. 1 lipca 1914 w Brukseli, zm. 28 września 2004 w Oberstaufen) – niemiecka narciarka alpejska, mistrzyni olimpijska oraz wielokrotna medalistka mistrzostw świata. Jedna z najbardziej utytułowanych zawodniczek w historii narciarstwa alpejskiego. Startowała w barwach klubu SC Oberstaufen.

## Kariera
Christl Cranz urodziła się w Brukseli, z której jej rodzina uciekła do Reutlingen po wybuchu I wojny światowej. Na początku lat 30' należała do Bund Deutscher Mädel, organizacji będącej częścią Hitlerjugend. Pierwsze sukcesy osiągnęła podczas mistrzostw świata w Sankt Moritz w 1934 roku, gdzie zwyciężyła w slalomie i kombinacji, a zjazd ukończyła na drugiej pozycji. W ostatniej konkurencji lepsza okazała się jedynie Anny Rüegg ze Szwajcarii, która była szybsza o 2,6 sekundy. Podobne wyniki osiągnęła na rozgrywanych rok później mistrzostwach świata w Mürren, wygrywając kombinację i zjazd. Srebrny medal zdobyła tym razem w slalomie, w którym uległa tylko Anny Rüegg. W 1936 roku wzięła udział w igrzyskach olimpijskich w Garmisch-Partenkirchen, gdzie sięgnęła po złoty medal w rozegranej po raz pierwszy kombinacji. Po zjeździe do kombinacji, w którym upadła, Cranz zajmowała szóste miejsce, tracąc do prowadzącej Laili Schou Nilsen z Norwegii 6,6 sekundy. W slalomie uzyskała jednak zdecydowanie najlepszy czas, co dało jej najlepszy łączny wynik i zwycięstwo. Na podium wyprzedziła swą rodaczkę, Käthe Grasegger oraz Nilsen. Podczas mistrzostw świata w Chamonix w 1937 roku i rozgrywanych dwa lata później mistrzostw świata w Zakopanem Cranz wygrywała wszystkie konkurencje. W międzyczasie wystąpiła także na mistrzostwach świata w Engelbergu, gdzie wygrywała slalom i kombinację, a w zjeździe była druga za rodaczką Lisą Resch. Niemka zdobyła także złote medale w zjeździe i kombinacji oraz srebrny w slalomie podczas mistrzostw świata w Cortina d’Ampezzo w 1941 roku. W 1946 roku Międzynarodowa Federacja Narciarska uznała te mistrzostwa za niebyłe, bowiem udział wzięli przedstawiciele tylko pięciu państw.
Ponadto dwukrotnie wygrywała prestiżowe zawody w Arlherg-Kandahar: w 1937 roku w Mürren w slalomie i kombinacji, a siedmiokrotnie była najlepsza w zawodach SDS-Rennen w Grindelwald: w 1937 roku w zjeździe, slalomie i kombinacji oraz zjeździe i kombinacji w latach w 1938 i 1939. Wielokrotnie zdobywała mistrzostwo kraju: w kombinacji w latach 1934-1941, w slalomie w latach 1938-1941 oraz biegu zjazdowym w latach 1938-1940. Wygrała również mistrzostwa Szwajcarii w 1938 roku w slalomie i kombinacji oraz mistrzostwa Austrii w kombinacji w 1937 roku. W 1941 roku zakończyła karierę sportową.
W 1943 roku Cranz wyszła za mąż za pilota Adolfa Borchersa. Po zakończeniu II wojny światowej została aresztowana i spędziła 11 miesięcy w obozie pracy przymusowej. Następnie wraz z mężem osiedliła się w Steibis, gdzie razem prowadzili szkołę narciarską. W latach 1956–1960 była trenerem Wspólnej Reprezentacji Niemiec. Była także jednym z sędziów podczas zawodów alpejskich na igrzyskach olimpijskich w Squaw Valley w 1960 roku i rozgrywanych cztery lata później igrzyskach w Innsbrucku.
Jej młodszy brat Rudolf Cranz również uprawiał narciarstwo alpejskie.

## Osiągnięcia

### Igrzyska olimpijskie
| Miejsce | Dzień    | Rok  | Miejscowość            | Konkurencja | Czas biegu | Strata | Zwyciężczyni |
| ------- | -------- | ---- | ---------------------- | ----------- | ---------- | ------ | ------------ |
| 1.      | 8 lutego | 1936 | Garmisch-Partenkirchen | Kombinacja  | 97,06 pkt  | –      | –            |

### Mistrzostwa świata
| Miejsce | Dzień     | Rok  | Miejscowość  | Konkurencja | Czas biegu  | Strata | Zwyciężczyni |
| ------- | --------- | ---- | ------------ | ----------- | ----------- | ------ | ------------ |
| 2.      | 15 lutego | 1934 | Sankt Moritz | Zjazd       | 5:38,0 min  | +2,6 s | Anny Rüegg   |
| 1.      | 16 lutego | 1934 | Sankt Moritz | Slalom      | 1:57,0 min  | –      | –            |
| 1.      | 16 lutego | 1934 | Sankt Moritz | Kombinacja  | 99,62 pkt   | –      | –            |
| 2.      | 22 lutego | 1935 | Mürren       | Slalom      | 2:23,2 min  | +2,3 s | Anny Rüegg   |
| 1.      | 23 lutego | 1935 | Mürren       | Zjazd       | 3:27,2 min  | –      | –            |
| 1.      | 23 lutego | 1935 | Mürren       | Kombinacja  | 99,21 pkt   | –      | –            |
| 1.      | 13 lutego | 1937 | Chamonix     | Zjazd       | 5:17,0 min  | –      | –            |
| 1.      | 15 lutego | 1937 | Chamonix     | Slalom      | 2:29,2 min  | –      | –            |
| 1.      | 15 lutego | 1937 | Chamonix     | Kombinacja  | 511,0 pkt   | –      | –            |
| 2.      | 5 marca   | 1938 | Engelberg    | Zjazd       | 3:32,2 min  | +2,4 s | Lisa Resch   |
| 1.      | 6 marca   | 1938 | Engelberg    | Slalom      | 2:51,9 min  | –      | –            |
| 1.      | 6 marca   | 1938 | Engelberg    | Kombinacja  | 352,0 pkt   | –      | –            |
| 1.      | 12 lutego | 1939 | Zakopane     | Zjazd       | 3:25,24 min | –      | –            |
| 1.      | 15 lutego | 1939 | Zakopane     | Slalom      | 2:36,3 min  | –      | –            |
| 1.      | 15 lutego | 1939 | Zakopane     | Kombinacja  | 330,2 pkt   | –      | –            |